# Споразум Павелић—Стојадиновић
Споразум Павелић—Стојадиновић је био споразум између хрватског фашистичког политичара, вође усташког покрета, бившег поглавника Независне Државе Хрватске Анте Павелића, и бившег српског и југословенског политичара, министра финансија и спољних дела, председника краљевске владе и универзитетског професора Милана Стојадиновића. Потписан је крајем 1954. године у Буенос Ајресу, Аргентина.

## Одредбе споразума
Споразум је предвиђао разбијање Федеративне Народне Републике Југославије (ФНРЈ) на три независне државе: Словенију, Хрватску и Србију. Павелић и Стојадиновић су у хрватској и српској емигрантској штампи бранили овај споразум као антикомунистички савез (обе емиграције нису признавале легалност Титовог режима у Југославији), и као нови српско-хрватски споразум који је требало да замени застарели Споразум Цветковић—Мачек из 1939. године.

### Границе
Као граница између Словеније и Хрватске узета је већ постојећа национална граница у ФНРЈ, а споразумна граница између Хрватске и Србије требало је да буде историјски компромисна линија, такозвана „Света српско-хрватска међа” (Дунав — Сава — Босна — Неретва — Јадран, од севера ка југу):
Граница је требало да прати већ постојећу границу (као компромисну) између СР Хрватске и СР Србије (САП Војводине) до реке Саве и границе са СР БиХ; затим је граница требало да прати реку Саву до ушћа реке Босне у Саву; потом је граница требало да иде реком Босном, затим у продужетку линије њеног доњег тока планинским врховима до почетка доњег тока реке Неретве, и потом доњим током реке Неретве до Јадранског мора. На овај начин Босанска Крајина је требало да припадне Хрватској, док би највећи део централне са источном Босном, источна Херцеговина и јужна Далмација припали Србији (укључујући Сарајево и комплетно дубровачко приморје осим самог града Дубровника). Македонија није помињана, мада ју је Стојадиновић највероватније замишљао у оквиру Србије.
Споразум је предвиђао мирно пресељење (уз размену имовине) свих Срба који би се затекли у оквирима граница Хрватске, и свих Хрвата и онај део Бошњака (у данашњем смислу) који се осећају Хрватима, а затекли би се у оквирима граница Србије.
Споразум је подразумевао потпуно међусобно уважавање обе нације на равноправним основама, то јесте међусобно признање на свим нивоима (култура, историје и језика). Званичан језик на територији Србије био би искључиво српски језик екавског изговора и ћирилично писмо а на територији Хрватске био би искључиво хрватски језик ијекавског изговора и латинично писмо.

## Реакције на споразум
Споразум Павелић—Стојадиновић је произвео жестоке негативне реакције од стране хрватске емиграције, српске политичке емиграције и Титовог комунистичког режима у Југославији. Усташка емиграција је жестоко критиковала свога бившег поглавника због преговора са Стојадиновићем, а поготово због одустајања од реке Дрине као историјске границе Хрватске. Павелићево препуштање делова Срема, Босне, Херцеговине и Далмације Србији је у усташкој емигрантској штампи упоређивано са Павелићевим препуштањем делова Далмације Италији 1941. године (потез који је од стране тврдог крила усташког покрета такође сматран националном издајом). Павелић и Стојадиновић су обоје проглашени за националне издајнике од стране усташких следбеника и четничких политичких кругова у исељењу, док је Титов југословенски режим одбацивао значај споразума као „рачун без крчмара”, истичући да Павелић и Стојадиновић нису више представљали никога. Вести о овоме споразуму су биле потиснуте од стране државних средстава информисања у самој Југославији.